# Duvalius
Duvalius — род жужелиц из подсемейства Trechinae.

## Описание
Передние голени на наружной стороне опушены. Третий промежуток надкрылий с тремя или чаще с четырьмя щетинковыми парами.